# Patologia bucal
A patologia bucal, também conhecida como patologia oral e maxilofacial, é a especialidade de caráter médico na odontologia ou medicina oral e facial, que tem como objetivo o estudo dos aspectos histopatológicos das alterações do complexo bucomaxilofacial e estruturas anexas, visando ao diagnóstico final e ao prognóstico dessas alterações, por meio de recursos técnicos e laboratoriais.

## História
A Patologia Oral e Maxilofacial foi reconhecida como especialidade em 1971, com a carga horária de 500 horas aluno. Em 1990 ela passou a incluir Estomatologia, separada novamente em 1992 na 1ª edição da Assembleia Nacional de Especialidades Odontológicas – I ANEO. Após a Resolução nº 161, de 2 de Outubro de 2015, a nomenclatura da especialidade Patologia Bucal passou a ser chamada Patologia Oral e Maxilofacial.

## Atuação
As áreas de competência para atuação do especialista em Patologia Bucal incluem a execução de exames laboratoriais microscópicos, bioquímicos e outros bem como a interpretação de seus resultados, além da requisição de exames complementares como meio auxiliar no diagnóstico de patologias do complexo bucomaxilofacial e estruturas anexas. Para o melhor exercício de sua atividade, o especialista deverá se valer de dados clínicos e exames complementares.
A carreira de patologista bucal pode ser trilhada por meio de especialização ou, academicamente, por meio de mestrado e doutorado. Os títulos acadêmicos permitem ao profissional lecionar sobre o conteúdo da patologia bucal e patologia geral, além de desenvolvimento de pesquisas relevantes à área.

## Diagnóstico
Por meio de técnicas de histoquímica e imunoistoquímica, principalmente, as doenças são diagnosticadas em ambiente laboratorial. Inúmeras são as doenças que se manifestam na cavidade bucal. A etiologia das doenças do complexo bucomaxilofacial pode ser infecciosa (vírus, bactérias, fungos, protozoários), neoplásica (neoplasias benignas ou malignas), imunológica/autoimune (processos alérgicos e autoimunes) ou por injúrias teciduais (físicas, químicas). A terapia cirúrgica adequada pode ser conduzido por equipe de cirurgia bucomaxilofacial e/ou cirurgia de cabeça e pescoço, dependendo de cada caso.